# Hans Olsen
Hans Olsen (1 de janeiro de 1885 — 4 de dezembro de 1969) foi um ciclista dinamarquês que representou o seu país nos Jogos Olímpicos de Verão de 1912.